# Aprilia RS Cube
La Aprilia RS Cube (a menudo llamada de forma errónea y redundante como RS3 o RS3 Cube, debido a las letras originales RS3) es una motocicleta de carreras que fue desarrollada por Aprilia para competir entre las temporadas 2002 y 2004 del Campeonato del Mundo de MotoGP.

## Historia
La RS Cube fue presentada en el Salón del Automóvil de Bolonia en diciembre de 2001 por el presidente de Aprilia, Ivano Beggio, y su jefe de competición, Jan Witteveen. La RS Cube estaba propulsada por un motor de cuatro tiempos en línea de 3 cilindros y 990 cc (para cumplir con las reglas de MotoGP de esa época). El motor fue desarrollado con un gran aporte derivado de la F1 por Cosworth, quien ofreció muchas soluciones que no se habían visto anteriormente en el desarrollo de motocicletas: esto incluyó válvulas neumáticas, control de tracción y Drive-by-wire.
En la primera carrera de la temporada 2002, la motocicleta se mostró prometedora y consiguió la velocidad máxima en las primeras carreras. El motor y el sistema de control altamente innovadores no coincidían con el chasis, que era demasiado rígido e implacable. A lo largo de la temporada 2002, se realizaron un puñado de actualizaciones y en 2003 se agregó un sistema de escape 3-2-1 para desactivar el motor de manera efectiva. Esto se combinó con un cambio en un sistema de combustible de 6 inyectores y una serie de cambios de calibración que transformaron la sensación de la motocicleta. En este punto, Aprilia se hizo cargo del programa de desarrollo del motor y no recibió más actualizaciones de desarrollo de Cosworth.
A pesar de la promesa inicial, la motocicleta no fue un éxito; La innovación mostrada en la temporada 2002 con control de tracción y Drive-by-wire se estaba perfeccionando. El diseño y desarrollo del motor fue realizado por un pequeño equipo en Cosworth Racing en Northampton y pasó del banco de pruebas a la pista en solo 8 meses.
El motor se consideraba el más potente en ese momento, produciendo alrededor de 225 CV (168 kW). Un motor probado en un banco de pruebas produjo 235 CV (175 kW), antes de que el Grupo Piaggio (compañía que estaba a punto de adquirir Aprilia) decidiera abandonar MotoGP al final de la temporada 2004.
En el aspecto deportivo, Aprilia alineó una sola moto pilotada por el francés Regis Laconi en la temporada 2002. En la temporada tuvo buenas actuaciones logró dos octavos puestos en los grandes premio de Japón e Italia y un noveno puesto en su gran premio de casa en Francia. Dichos resultados contrastaron con varios abandonos y carreras fuera de la zona de puntos.
En 2003, Aprilia alineó dos motos para el japonés Noriyuki Haga y el estadounidense Colin Edwards. Esta fue la mejor temporada de la RS Cube en MotoGP, ambos pilotos terminaron regularmente en la zona de puntos, además lograron entrar varias veces en la lista de los diez mejores, Haga terminó octavo en Francia (en donde logró la vuelta rápida) y séptimo en Gran Bretaña y Edwards terminó sexto en Japón (este es el mejor resultado histórico de esta moto), noveno en Italia, séptimo en los Países Bajos y octavo en Valencia.
Para 2004, Aprilia volvió a renovarse, Edwards y Haga fueron reemplazados por los británicos Shane Byrne y Jeremy McWilliams. En esta temporada no pudieron replicar lo hecho la temporada anterior, solo McWilliams logró tener regularidad pero lejos de la lista de los diez mejores, mientras que Byrne logró el mejor resultado de la marca en la temporada al terminar décimo en el Gran Premio de Italia. Byrne fue reemplazado por el italiano Michel Fabrizio en el Gran Premio de Portugal y por el australiano Garry McCoy en los grandes premios de Malasia, Australia y Valencia.

## Resultados

### Campeonato del Mundo de Motociclismo
(Clave) (negrita indica pole position) (cursiva indica vuelta rápida)

| Año  | Neu. | Equipo               | N.º | Piloto            | 1   | 2   | 3   | 4   | 5   | 6   | 7   | 8   | 9   | 10  | 11  | 12  | 13  | 14  | 15  | 16  | Puntos | CP   | Puntos | CC  |
| ---- | ---- | -------------------- | --- | ----------------- | --- | --- | --- | --- | --- | --- | --- | --- | --- | --- | --- | --- | --- | --- | --- | --- | ------ | ---- | ------ | --- |
| 2002 | D    |                      |     |                   | JPN | RSA | ESP | FRA | ITA | CAT | NED | GBR | GER | CZE | POR | BRA | PAC | MAL | AUS | VAL |        |      |        |     |
| 2002 | D    | MS Aprilia Racing    | 55  | Régis Laconi      | 8   | 15  | 14  | 9   | 8   | 14  | Ret | 16  | Ret | 16  | Ret | Ret | 11  | 17  | Ret | Ret | 33     | 19.º | 33     | 5.º |
| 2003 | M    |                      |     |                   | JPN | RSA | ESP | FRA | ITA | CAT | NED | GBR | GER | CZE | POR | BRA | PAC | MAL | AUS | VAL |        |      |        |     |
| 2003 | M    | Alice Aprilia Racing | 41  | Noriyuki Haga     | 12  | Ret | 11  | 8   | Ret | 12  | Ret | 7   | Ret | 13  | 15  | 14  | 12  | 12  | 14  | 15  | 47     | 14.º | 81     | 4.º |
| 2003 | M    | Alice Aprilia Racing | 45  | Colin Edwards     | 6   | Ret | 14  | 10  | 9   | Ret | 7   | 10  | 14  | 12  | 14  | 13  | 17  | 13  | 16  | 8   | 62     | 13.º | 81     | 4.º |
| 2004 | M    |                      |     |                   | RSA | ESP | FRA | ITA | CAT | NED | BRA | GER | GBR | CZE | POR | JPN | QAT | MAL | AUS | VAL |        |      |        |     |
| 2004 | M    | MS Aprilia Racing    | 24  | Garry McCoy       |     |     |     |     |     |     |     |     |     |     |     |     |     | 16  | Ret | 16  | 0      | NC   | 39     | 6.º |
| 2004 | M    | MS Aprilia Racing    | 67  | Shane Byrne       | 15  | Ret | DNS | 10  | 13  | Ret | 17  | 14  | 13  | DNS |     | 13  |     |     |     |     | 18     | 20.º | 39     | 6.º |
| 2004 | M    | MS Aprilia Racing    | 84  | Michel Fabrizio   |     |     |     |     |     |     |     |     |     |     | Ret |     |     |     |     |     | 0 (8)  | 22.º | 39     | 6.º |
| 2004 | M    | MS Aprilia Racing    | 99  | Jeremy McWilliams | 16  | Ret | 13  | 16  | DNS | 15  | 14  | 12  | 16  | 14  | 12  | 12  | Ret | 15  | 14  | 13  | 26     | 19.º | 39     | 6.º |